# Oecomys galvez
Oecomys galvez — вид ссавців з родини Cricetidae. Ареал виду лежить у межах таких країн: Бразилія, Еквадор, Перу.

## Морфологічна характеристика
Це великий (41–75 г) вид із коричнево-коричневим хутром на спині довжиною 7–10 мм і сірувато-білим черевним хутром (окремі волоски мають довгу сіру основу та білуваті кінчики). Перехід від дорсального до черевного забарвлення різкий, без жодної проміжної охристої лінії вздовж боків. Медіальна плюсна і пальці задньої лапи вкриті дорсально короткими світлими волосками, але бічна плесна зазвичай вкрита більш темними волосками. Хвіст довгий (приблизно 126% довжини голови і тіла в середньому), одноколірний (темний зверху і знизу).

## Етимологія
Вид названо на честь Ріо-Гальвес, біля якого голотип був зібраний на правому (південному) березі.

## Середовище
Oecomys galvez, здається, є напівдеревним видом первинних лісів, який віддає перевагу добре дренованим місцям у нашому регіоні, але він не є фахівцем середовищ існування.